# Stephen Morris

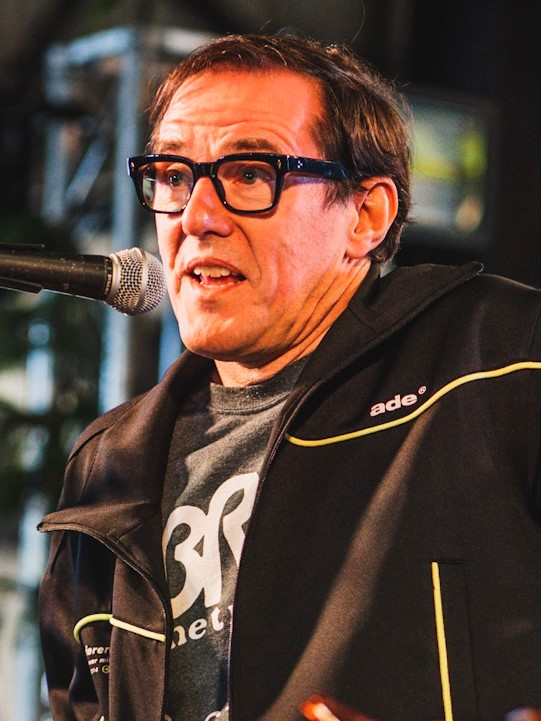
Morris, 2019

Stephen Paul David Morris (n. 28 octombrie 1957) este un muzician, cel mai cunoscut pentru activitatea cu trupele de muzică rock din Manchester, Joy Division și New Order. A cântat la baterie și în The Other Two, o formație fondată de Morris împreună cu nevasta sa Gillian Gilbert. În prezent Morris cântă în concerte cu grupul Bad Lieutenant. A fost clasat pe locul 5 în topul celor mai buni 50 de bateriști din muzica rock ai tuturor timpurilor într-un top realizat de revista Stylus. Deși este cel mai cunoscut ca și percuționist, Morris cântă și la clape. 